# Біль чужих сердець
Біль чужих сердець (італ. Cuore sacro) 2005 Італія режисер Ферзан Озпетек.
Слоган : «Your secret heart is a sacred heart.»

## Сюжет
Ірен красива, безпринципна, успішна бізнесвумен. В її руках сімейне підприємство бурхливо розвивається, примножуючи прибуток. Однак коли два її друга кінчають життя самогубством, в її душі щось починає ламатися.
Вона зустрічає Бенні, маленьку, розумну вуличну дівчисько, злодійку і брехуху, що кинула виклик її життєвим цінностям.
Зачарована, Ірен починає сприймати світ оточуючих людей в новому світлі. Коли її осягає ще одна трагедія, вона присвячує себе добродійності. Однак нове покликання наближає її до межі божевілля.

## Нагороди
- Давид ді Донателло: Найкраща жіноча роль (Барбора Bobulova) і Найкращий Дизайн продукції (Andrea Crisanti)